# 吉田このみ
吉田 このみ（よしだ このみ、1987年9月1日 - ）は、日本のシンガーソングライター。
大阪府摂津市出身・在住。血液型はA型。通称・吉この（よしこの）。

## 来歴
2010年から2011年にかけて、読売テレビのオーディションバラエティ番組『ミリオンの扉』内で開催された「なにわのボーカリストオーディション」で、約500名以上の応募の中からグランプリを獲得。第五次審査の視聴者投票では約5,000人が彼女に投票した。最終審査の課題曲でもあった「フルサト」は、agehaspringsの大川カズトが作曲・編曲を担当している。2011年6月29日にYGKレーベル（よしもとアール・アンド・シー）より「フルサト」でメジャーデビュー。

## 略歴
- 中学時代からゆずの影響でギターを弾き始める。
- しかし高校から短大まではソフトボールに没頭し、ソフトボール選手になる事を夢見る。短大2年になり、趣味程度でしか弾いていなかったギターを再び触るようになる。そして友人のバイト先であった沖縄料理居酒屋のステージで歌う事になる。
- 2010年 夏 - 『ミリオンの扉』「なにわのボーカリストオーディション」第一次・第二次審査通過。
- 2010年 秋 - 『ミリオンの扉』「なにわのボーカリストオーディション」第三次・第四次審査通過。
- 2010年12月 - 『ミリオンの扉』「なにわのボーカリストオーディション」第五次審査の視聴者投票にて5,543票を獲得し、一位で通過。
- 2011年2月8日 - 『ミリオンの扉』「なにわのボーカリストオーディション」最終審査で「フルサト」生歌を披露。グランプリ獲得。
- 2011年6月29日 - メジャーデビューシングル「フルサト」発売。
- 2012年3月29日 - umeda AKASOにて、ワンマンライブ「このみの、ちょっと寄ってんか〜！Vol.1」開催。
- 2013年5月25日 - 帰宅中の転倒事故で入院（8月11日に退院[1]）。そのため、5月から9月にかけて予定されていたライブやイベントへの出演のキャンセルを余儀なくされる[2]。
- 2014年4月17日 - 難波music bar S.O.Ra.で行われた、佐合井マリ子とのツーマンライブで、入籍ならびに妊娠6ヶ月であることを発表[3]。同年9月6日に女児を出産[4]。同年12月14日には、梅田スカイビルで行われたドイツクリスマスマーケット大阪で産後初ライブ[5][6]。

## ディスコグラフィー

### シングル
- フルサト（2011年6月29日、YRCN-90157）

1. フルサト
2. よこがお